# Doom Patrol (série de televisão)
Doom Patrol é uma série de televisão americana baseada na equipe homônima de super-heróis da DC Comics: Crazy Jane (Diane Guerrero), Mulher-Elástica (April Bowlby), Homem-Negativo (Matt Bomer/Matthew Zuk) e Homem-Robô (Brendan Fraser/Riley Shanahan), a série também introduz Cyborg (Joivan Wade) como membro da equipe. Estreou em 15 de fevereiro de 2019 no DC Universe. Anteriormente, o quarto episódio de Titans já havia apresentado  uma versão da Doom Patrol no DC Universe, com April Bowlby, Brendan Fraser e Matt Bomer nos mesmos papéis, mas com Bruno Bichir como o Chefe. Titans e Doom Patrol ocorrem no mesmo universo, porém tem continuidades separadas.
A série foi renovada para uma 4° temporada durante o DC FanDome de 2021.
Depois de passar por um hiato após a exibição da quarta temporada, a série foi cancelada pela HBO Max. No entanto, já prevendo o possível fim da série, os realizadores fizeram um final de temporada que também funciona como final de série.

## Premissa
Os membros da equipe Patrulha do Destino sofreram acidentes terríveis que geraram habilidades sobre-humanas, mas também os deixaram marcados e desfigurados. A equipe é formada por Crazy Jane, Mulher-Elástica, Homem-Negativo, Homem-Robô e o novo recruta Cyborg. Traumatizados e oprimidos, eles encontraram um propósito através do Chefe, que os reuniu para investigar os fenômenos mais estranhos existentes e proteger a Terra dos vilões que os rodeiam.

## Elenco e personagens

### Principal
- Diane Guerrero como Kay Challis / Crazy Jane: Uma membro da Patrulha do Destino que desenvolveu 64 personalidades diferentes que produzem um super poder nada comum.[3]
- April Bowlby como Rita Farr / Mulher-Elástica: Uma membro da Patrulha do Destino e ex-atriz, que desenvolveu a habilidade de alterar o tamanho de seu corpo, depois que foi exposta a uma gás tóxico, tornando-se a Mulher-Elástica.[4]
- Joivan Wade como Victor Stone / Cyborg: Um super-herói meio-humano e meio-máquina, lutando contra essa dualidade, que chama a Patrulha do Destino para a ação.[5]
- Alan Tudyk como Eric Morden / Sr. Ninguém: Uma sombra viva capaz de drenar a sanidade dos outros, capacidade essa que ele conseguiu após ser submetido a experimentos de ex-nazistas no pós-guerra do Paraguai.[6]
- Matt Bomer e Matthew Zuk como Larry Trainor / Homem-Negativo: Um membro da Patrulha do Destino e ex-piloto de avião, que foi atingido pela energia negativa e agora usa bandagens para conter a radiação. Bomer dubla o personagem e aparece como Trainor em flashbacks, enquanto que Zuk interpreta o Homem-Negativo.[7]
- Brendan Fraser e Riley Shanahan como Cliff Steele / Homem-Robô: Um membro da Patrulha do Destino e ex-piloto de corrida, Steele teve seu cérebro, ainda vivo, transplantado para um corpo cibernético depois que sofreu um acidente que destruiu seu corpo. Como Homem-Robô, ele usa agora seu novo corpo contra o mal, como membro da Patrulha do Destino. Fraser dubla o personagem e aparece como Steele em flashbacks, enquanto Shanahan interpreta o Homem-Robô.[8]
- Timothy Dalton como Niles Caulder / Chefe: O líder da Patrulha do Destino, dono de um intelecto genial, ele é especializado em encontrar pessoas necessitadas que estão "à beira da morte e precisam de um milagre".[9]

### Recorrente
- Kyle Clements como John Bowers, amor secreto de Larry que também serve na Força Aérea.
- Phil Morris como Silas Stone: Pai de Victor.[10]

### Convidados
- Julie McNiven como Sheryl Trainor, esposa de Larry e mãe de suas crianças.

## Episódios
| N.º | Título               | Dirigido por               | Escrito por                                              | Exibição original       | Cód. de produção |
| --- | -------------------- | -------------------------- | -------------------------------------------------------- | ----------------------- | ---------------- |
| 1 | "Pilot"              | Glen Winter                | Jeremy Carver                                            | 15 de fevereiro de 2019 | T50.10101        |
| No Paraguai, em 1948, Eric Modern participa de um experimento que causa um acidente que o transforma em um meta-humano. Na Flórida, em 1988, Clifford Steele foi um piloto da NASCAR que foi pego em um acidente de carro, deixando-o como único sobrevivente, mas foi salvo pelo Dr. Niles Caulder colocando seu cérebro em uma armadura robótica, sete anos depois, ele conhece Larry Trainor, um ex-piloto de testes da força aérea dos Estados Unidos que foi exposto a energia negativa em 1961 e Rita Farr, uma ex-atriz de 1950 que durante as gravações de um filme caiu em um rio onde foi exposta a uma toxina que a transformou em uma bolha. Com o passar dos anos, o grupo tem vivido juntos na Mansão Destino, já nos dias atuais conhecemos Crazy Jane, uma garota que tem 64 personalidades e cada personalidade tem um poder diferente. |                      |                            |                                                          |                         |                  |
| 2 | "Donkey Patrol"      | Dermott Downs              | Neil Reynolds & Shoshana Sachi                           | 22 de fevereiro de 2019 | T50.10102        |
| Com Niles Caulder capturado, a Patrulha, junto de Ciborgue, que já teve sua própria relação complicada com Caulder, investiga um misterioso burro albino. Eles descobrem que o animal é a porta para outro universo, onde o Sr. Ninguém tomou controle. |                      |                            |                                                          |                         |                  |
| 3 | "Puppet Patrol"      | Rachel Talalay             | Tamara Becher-Wilkinson & Tom Farrell                    | 1 de março de 2019      | T50.10103        |
| A Patrulha do Destino parte para o Paraguai, onde eles descobrem sobre o doutor Nazista que criou o Sr. Ninguém, e a conexão entre O Chefe e os dois vilões. |                      |                            |                                                          |                         |                  |
| 4 | "Cult Patrol"        | Stefan Pleszczynski        | Marcus Dalzine & Chris Dingess                           | 8 de março de 2019      | T50.10104        |
| Willoughby Kipling recruta a Patrulha do Destino para ajudá-lo a deter um culto niilista como uma forma de evitar o fim do mundo. |                      |                            |                                                          |                         |                  |
| 5 | "Paw Patrol"         | Larry Teng                 | Shoshana Sachi                                           | 15 de março de 2019     | T50.10105        |
| Com o Apocalipse a todo vapor, a Patrulha do Destino precisa trabalhar com um aliado inesperado - e um pug muito especial - para deter o fim do mundo. |                      |                            |                                                          |                         |                  |
| 6 | "Doom Patrol Patrol" | Christopher Manley         | Tamara Becher-Wilkinson                                  | 22 de março de 2019     | T50.10106        |
| Jane, Larry e Rita visitam uma escola onde a Patrulha do Destino original se aposentou. Enquanto isso, Cliff e Vic criam um laço conversando sobre os seus problemas paternais em comum. |                      |                            |                                                          |                         |                  |
| 7 | "Therapy Patrol"     | Rob Hardy                  | Neil Reynolds                                            | 29 de março de 2019     | T50.10107        |
| Depois do violento surto de Cliff, a equipe se envolve em uma terapia de grupo autodidata – o que leva a um crescimento dentro do grupo, já que eles estão mais próximos. |                      |                            |                                                          |                         |                  |
| 8 | "Danny Patrol"       | Dermott Downs              | Tom Farrell                                              | 5 de abril de 2019      | T50.10108        |
| Danny, umas ruas sencientes não-binárias com habilidade de teletransporte, que estão sendo caçadas pela agência secreta da Normalidade, precisam de ajuda de Niles - mas acabam recebendo Vic e Larry em troca. |                      |                            |                                                          |                         |                  |
| 9 | "Jane Patrol"        | Harry Jierjian             | Marcus Dalzine                                           | 12 de abril de 2019     | T50.10109        |
| Jane se recua para "O Subsolo", um lugar traiçoeiro nas profundezas da sua mente, onde ela encontra suas diversas personalidades e os traumas sombrios do seu passado. |                      |                            |                                                          |                         |                  |
| 10 | "Hair Patrol"        | Salli Richardson-Whitfield | Eric Dietel                                              | 19 de abril de 2019     | T50.10110        |
| Vic e Rita enfrentam um homem chamado "Caçador de Barbas", ativado pela Agência da Normalidade para encontrar Niles Caulder. |                      |                            |                                                          |                         |                  |
| 11 | "Frances Patrol"     | Wayne Yip                  | April Fitzsimmons                                        | 26 de abril de 2019     | T50.10111        |
| Quando fica sabendo da morte de Bump, Cliff, acompanhado de Rita, vai até o enterro em um bar da Flórida a fim de se conectar com sua filha, Clara. Larry explora seu passado e encontra um velho amigo, e Jane consegue uma pista sobre Flex Mentello. |                      |                            |                                                          |                         |                  |
| 12 | "Cyborg Patrol"      | Carol Banker               | Robert Berens & Shoshana Sachi                           | 3 de maio de 2019       | T50.10112        |
| Com Victor capturado e sendo mantido na Fazenda de Formigas, seu pai conspira um plano com o resto da Patrulha do Destino para libertá-lo. Naturalmente, as coisas correm mal. |                      |                            |                                                          |                         |                  |
| 13 | "Flex Patrol"        | T.J. Scott                 | Tom Farrell & Tamara Becher-Wilkinson                    | 10 de maio de 2019      | T50.10113        |
| A Patrulha do Destino tenta restaurar a memória e as habilidades de Flex Mentallo, enquanto Rita duvida de si mesma e Larry percebe o quão ligado ao Espírito Negativo ele está. |                      |                            |                                                          |                         |                  |
| 14 | "Penultimate Patrol" | Rebecca Rodriguez          | Chris Dingess                                            | 17 de maio de 2019      | T50.10114        |
| O grupo se prepara para uma última batalha contra Sr. Ninguém para resgatar o Chefe. Victor aprende uma dura verdade. |                      |                            |                                                          |                         |                  |
| 15 | "Ezekiel Patrol"     | Dermott Downs              | Tamara Becher-Wilkinson & Jeremy Carver & Shoshana Sachi | 24 de maio de 2019      | T50.1015         |
| A equipe tenta lidar com a dura verdade, enquanto o Sr. Ninguém se prepara para seu ato final de vingança. |                      |                            |                                                          |                         |                  |

## Produção

### Desenvolvimento
Em 10 de fevereiro de 2018, o co-criador e produtor executivo de Titans, Geoff Johns, revelou que o quarto episódio da série, intitulado "Doom Patrol" e escrito por ele mesmo, introduziria a Patrulha do Destino. Em 14 de maio de 2018, foi anunciado que o serviço de streaming da DC havia confirmado um spin-off de Titans, protagonizado pelos personagens da Patrulha do Destino e com uma primeira temporada de treze episódios com previsão de estreia em 2019. Apesar da ordem inicial e do compartilhamento de universo, personagens e atores, a série acabou sendo uma continuidade separada da versão apresentada  em Titans.
Jeremy Carver é o roteirista da série e produtor executivo ao lado de Johns, Greg Berlanti e Sarah Schechter. As produtoras envolvidas com a série são a Berlanti Productions e Warner Bros. Television.

### Elenco
Em fevereiro de 2018, foi anunciado que vários atores já haviam sido escalados como membros da Patrulha do Destino para a aparição tanto como convidados em Titans, assim como os recorrentes, entre eles, Bruno Bichir como Niles Caulder / Chefe, April Bowlby como Rita Farr / Muher-Elástica, Brendan Fraser e Jake Michaels como Cliff Steele / Homem-Robô, também, Matt Bomer e Dwain Murphy as Larry Trainor / Homem-Negativo.
Em julho de 2018, foi anunciado que Bowlby, Fraser e Bomer iriam estrelar Doom Patrol, reprisando seus papéis de Titans, e que Diane Guerrero havia sido escalada para o papel de Crazy Jane. Em agosto de 2018, Joivan Wade foi escalado como Victor Stone / Cyborg, Alan Tudyk como Eric Morden / Sr. Ninguém, e Riley Shanahan foi escalado para substituir Michaels como Cliff Steele / Homem-Robô, com Fraser dublando nos dias atuais o personagem e aparecendo como Steele em flashbacks, enquanto que Shanahan interpreta o Homem-Robô fisicamente. No mês seguinte, Timothy Dalton foi escalado como Niles Caulder / Chefe, substituindo Bichir, e em outubro de 2018, Matthew Zuk foi escalado para substituir Murphy como Larry Trainor / Homem-Negativo. Do mesmo modo que o Homem-Robô, Trainor é dublado por Bomer que o interpreta em flashbacks, e Zuk interpretando fisicamente o Homem-Negativo.

### Filmagens
As filmagens da série começaram em 30 de agosto de 2018 em Olde Town Conyers, no estado americano da Geórgia. As filmagens continuaram no estado da Geórgia durante todo o mês de setembro de 2018, agora em Lawrenceville e na Mansão Briarcliff.

## Lançamento
Doom Patrol estreou no DC Universe em 15 de fevereiro de 2019, com episódios sendo lançados até 24 de maio de 2019. A série está definida para conter 15 episódios. A segunda temporada será lançada dia 25 de junho de 2020 no DC Universe, que faz parte da plataforma de streaming HBO Max. A série também será parte do catálogo da HBO Max a partir de 27 de maio de 2020.
A primeira temporada começou a ser exibida no Brasil a partir de 19 março de 2020 no canal Cinemax.

## Recepção
No Rotten Tomatoes, possui uma taxa de aprovação de 96% com base em 50 comentários, com uma classificação média de 8.23/10. O consenso crítico do site diz: "O Universo DC encontra material de destaque nesta iteração de Patrulha do Destino graças a um elenco totalmente comprometido e à fé da escrita na esquisitice".
O Metacritic, que usa uma média ponderada, atribuiu à série uma pontuação de 70 em 100 com base em 13 críticos, indicando "revisões geralmente favoráveis". A IGN classificou a série com 8.5 de 10, declarando que "Doom Patrol é a melhor razão, até agora, para assinar o serviço de streaming da DC. [Doom Patrol] oferece um senso de humor perverso com coração, inteligência e tragédia de sobra. O elenco trabalha incrivelmente bem para formar uma divertida família disfuncional."

## Universo Arrow
As encarnações de Jane, Rita Farr, Vic Stone, Larry Trainor e Cliff Steele de Doom Patrol fazem aparições no evento crossover do Universo Arrow, "Crise nas Infinitas Terras", onde a série é ambientada na Terra-21. Diane Guerrero, April Bowlby, Joivan Wade, Matthew Zuk e Riley Shanahan aparecem em seus respectivos papéis de Doom Patrol.